# Schmidtottia multiflora
Schmidtottia multiflora är en måreväxtart som beskrevs av Ignatz Urban. Schmidtottia multiflora ingår i släktet Schmidtottia och familjen måreväxter. Inga underarter finns listade i Catalogue of Life.